# Bonsmara
Le bonsmara est une race bovine originaire d'Afrique du Sud et également élevée dans les pays limitrophes.

## Origine
Elle provient du croisement de la branche zébu de Bos taurus (type Sanga) avec des races britanniques. Son nom dérive de son créateur Jan Bonsma et la propriété Mara où le métissage a eu lieu. La création de cette race en 1940 vise à développer un élevage bovin productif en Afrique du Sud. La race afrikaner est choisie comme race femelle grâce à sa grande adaptation au climat local. Les mâles britanniques sont destinés à doper la production en augmentant la précocité, la fertilité, la survie des veaux, la vitesse de croissance et la morphologie de carcasse. Finalement, la race comprend 5/8e d'afrikaner et 3/8e de shorthorn ou hereford. Les autres races, red poll, angus et sussex, n'ont pas été retenues.
Les qualités de cette race en font aujourd'hui la première race bouchère en Afrique du Sud avec 45 % en nombre d'animaux.

## Morphologie
Elle porte une robe rouge, plus ou moins marquée de nuances brunes. Les taureaux sont plus sombres que les vaches.

## Aptitudes
C'est une race principalement élevée pour sa production intensive de viande. Elle présente une bonne aptitude de résistance à la chaleur et aux maladies parasitaires liées au climat.